# Monika Ražanauskienė
Monika Ražanauskienė (* 1947 in Liesioniai, Rajongemeinde Alytus) ist eine litauische Politikerin, ehemalige Bürgermeisterin der Rajongemeinde Alytus.

## Leben
Nach dem Abitur von 1955 bis 1966 an der Mittelschule Pivašiūnai bei Alytus absolvierte Monika 1977 das Diplomstudium am Pädagogischen Institut in Vilnius als Biologie- und Landwirtschaft-Lehrerin. 1966–1980 arbeitete sie in der Grundschule Kančėnai, dann in Bukauciškės, Vaikantoniai. Von 1980 bis 1990 arbeitete sie als Kommunalbeamte in der Rajongemeinde Trakai. Von 2004 bis 2007 leitete sie als Bürgermeisterin die Rajongemeinde Alytus. Von 2003 bis 2015 war sie Mitglied im Rat der Gemeinde.
Ab 1995 war sie Mitglied von Tėvynės sąjunga, ab 2010 Lietuvos valstiečių liaudininkų sąjunga.

## Familie
Sie ist verheiratet mit Jonas Ražanauskas und hat die drei Kinder Rasa, Jūratė und Andrius.